# 葛子

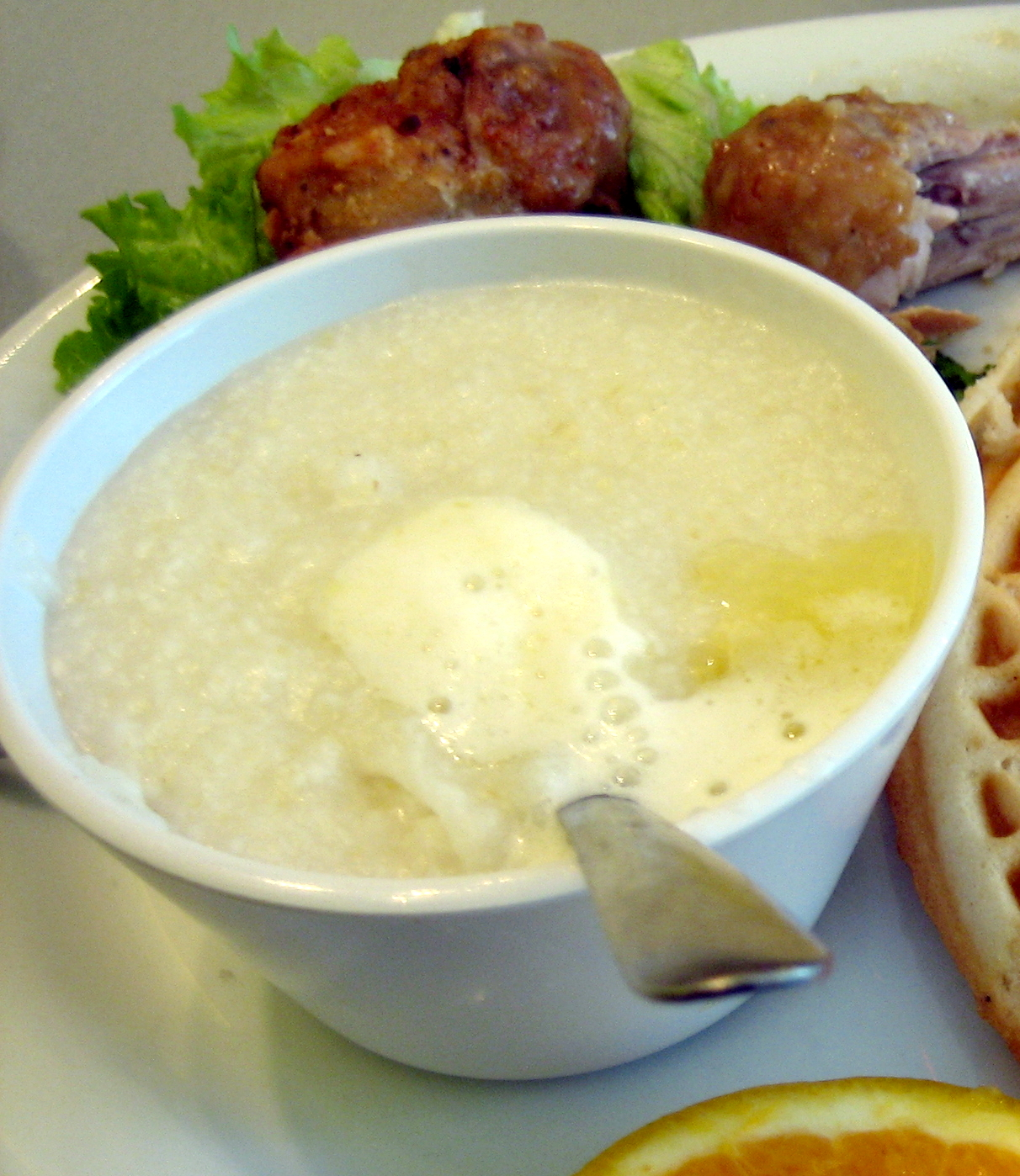
葛子粥

葛子，又譯粗磨榖粉，为一种玉米磨制成大约为1毫米至2毫米粒径的食品，用于煮粥。常见于中国东北南部和美国南方（称为grits）。美国人煮后加入奶油和糖食用，在大连则不加其它佐料，称为葛子粥。
1. ↑  . 國家教育研究院雙語詞彙、學術名詞暨辭書資訊網.   [2022-04-21]. （原始内容存档于2022-04-21）.